# My Heart Will Go On
«My Heart Will Go On» (укр. Моє серце продовжує жити) — пісня канадської співачки Селін Діон, яку використано як саундтрек до фільму Джеймса Камерона «Титанік» (1997), з музикою Джеймса Горнера і словами Ві́лла Дженінгса, спродюсована Валтером Афанасьєвим. Уперше вийшла на альбомі Селін Діон «Let's Talk About Love» в 1997 році, пісня досягнула перших місць у чартах США, Європи — і взагалі усього світу. Сингл вийшов в Австралії і Німеччині 8 грудня 1997 року (у січні і лютому 1998 в іншому світі), ставши одним із найпопулярніших за всю історію музики — і світовим лідером продажів 1998 року: усього продано більш 15 млн копій.

## Історія
«My Heart Will Go On» — пісня канадської співачки Селін Діон, заголовна композиція фільму «Титанік» (1997). Вважається найбільшим хітом Селін Діон і одним з найпродаваніших в історії: пісня досягла першого місця в чартах багатьох країн світу, включаючи «United World Chart», і здобула премію «Оскар» як найкраща пісня до фільму у 1997 році. На церемонії премії Ґреммі в 1999 вона виграла номінації у таких категоріях: Запис року, Пісня року, Найкращий жіночий виконавець і Найкраща пісня написана для фільму. 1998 року пісня виграла Золотий глобус. Крім того вона отримала безліч інших премій і нагород.
Сама Селін Діон згадує, що в квітні 1997 у Лас-Вегасі до них звернувся композитор Джеймс Горнер і запропонував Рене (чоловік і продюсер Селін Діон) один проєкт. «Я пишу музику для одного кіно і хочу запропонувати Селін виконати одну пісню, — сказав він, і ми втрьох пішли в номер Готелю „Цезар“, де Горнер вирішив показати нам майбутню пісню. Він почав її грати і … співати! А я всіляко давала зрозуміти Рене, що мені ця пісня дуже не подобається. Я дивилася на чоловіка і подавала знаки, що хочу піти, і що мені не подобається ця пісня. Мені дійсно вона дуже не сподобалася, і я не хотіла її записувати, так це погано прозвучало для мене у виконанні Горнера на фортепіано. Рене ж всіляко не хотів помічати мого невдоволення», — пізніше згадувала Селін. "Плюс до цього у мене вже було кілька пісень в кіно і ми хотіли взяти невелику перерву або знайти якийсь інший проєкт пізніше. Тим більше, нам було відомо, що режисер фільму «Титанік» Джеймс Камерон не хотів в своєму фільмі жодних пісень. У результаті Рене сказав композитору: «Протягом наступного місяця ми будемо в Нью-Йорку, на студії „Hit Factory“, де Селін записує новий альбом „Let's Talk About Love“ , — і вона могла би спробувати зробити свою версію цієї пісні. А її можна було вже показати режисеру, тим більше, що це буде найкращий спосіб переконати його». І вже через місяць Джеймс Горнер приїхав на студію з інструментальною версією пісні «My Heart Will Go On».
«Джеймс не просто привіз музику, він допомагав мені в роботі», — згадує співачка, — «Так, він у деталях розповів мені епізоди майбутнього фільму, наприклад про крах лайнера, про сцену з парою літніх людей, які обнялися на ліжку і бачили, як вода входила в їх каюту з-під дверей, але вони вирішили лягти спати і заснути разом назавжди, … або мати, яка співає колискові своїм дітям, знаючи, що вони загинуть …. Я просто уявила все це … Взагалі, того дня я була не в найкращій вокальній формі, оскільки я не п'ю кави під час запису, але тоді я випила кілька чашок кави з цукром. Коли я співала, на записі був присутній весь склад „Sony“ групи: Tommy Mottola, John Doelp, Vito Luprano … Ніхто не здогадувався, що ми творимо такий шедевр».
«Кумедно, що запис робився як демонстраційний, і цікаво відзначити, що саме він увійшов у фільм. Я не робила інших дублів і в фільм увійшла саме ця версія треку», — згадує Селін.
Кліп на пісню вийшов наприкінці 1997 року, режисером став Біллі Вудрофф. Пізніше він був включений в DVD видання «All the Way ... A Decade of Song & Video».
Крім «Let's Talk About Love» і саундтрека до «Титаніка» в двох різних версіях, «My Heart Will Go On» з'являється на інших альбомах, включаючи «Au cœur du stade», «All the Way ... A Decade of Song», «A New Day ... Live in Las Vegas», «Complete Best and My Love: Essential Collection»; пісня є і в однойменних DVD виданнях: «Au cœur du stade», «All the Way ... A Decade of Song», «A New Day ... Live in Las Vegas».

## Світовий успіх
My Heart Will Go On — найбільший хіт Селін Діон, а також один із найпродаваніших синглів в історії музики, він розійшовся тиражем в 15 млн копій. В США він дебютував на першому місці в Billboard Hot 100 і залишався на першому місці два тижні. Також він провів десять тижнів на першому місці в «Hot 100 Airplay» і два — в чарті «Hot Singles Sales». Показово, що випустили обмежену кількість копій синглу — 690 000, розпродані в перші тижні. Він отримав золотий статус. Також сингл піднявся на перший рядок деяких інших хіт-парадів Америки: «Hot Adult Contemporary Tracks» (10 тижнів), «Top 40 Mainstream» (10 тижнів), «Hot Latin Pop Airplay» (4 тижні) and «Hot Latin Tracks» (1 тиждень). «My Heart Will Go On» — перша англомовна пісня, яка очолила «Hot Latin Tracks» і Діон здобула нагороду Латиноамериканського Білборд за це досягнення.
«My Heart Will Go On» стала піснею № 1 у всьому світі: 17 тижнів в «Eurochart Hot 100 Singles», 15 тижнів у Швейцарії, 13 тижнів у Франції та Німеччині, 11 тижнів у Нідерландах та Швеції, 10 тижнів у Бельгійській Валлонії, Данії, Італії Норвегії, 7 тижнів у Бельгійській Фландрії, 6 тижнів в Ірландії, 4 тижні в Австралії і Австрії, 2 тижні в Іспанії та Великій Британії, і тиждень у Фінляндії.
У Німеччині пісня розійшлася двомільйонним тиражем і отримала чотирьох-разовий платиновий статус. Продажі в інших країнах склали 1 315 000 у Великій Британії та 1 200 000 у Франції, ставши двічі платиновим і діамантовим відповідно. Також сингл отримав тричі платиновий статус у Бельгії за 150 000 копій, двічі платиновий в Австралії та 140 000 копій, Нідерландах (15 000), Норвегії (40 000), Швеції (40 000), Швейцарії (100 000), платиновий в Греції (40 000) і золотий в Австрії (25 000). «My Heart Will Go On» двічі випускався в Японії. Стандартний випуск вийшов у січні 1998 і був проданий тиражем 210 000 копій (двічі-платиновий статус). Видання з реміксами вийшло в червні того ж року і було продано в кількості 115 000 примірників (золотий статус).

## Текст
Еквіритмічний переклад пісні «My Heart Will Go On».
Відео: еквіритмічний переклад пісні «My Heart Will Go On» зробили Тетяна Роджерс та Олекса Кириченко у листопаді 2018 р.

## Формат випуску
| Європейський CD сингл 1. «My Heart Will Go On» — 4:40 2. «Because You Loved Me» — 4:33 Європейський CD сингл № 2 1. «My Heart Will Go On» — 4:40 2. «My Heart Will Go On» (Tony Moran mix) — 4:21 Французький CD сингл 1. « The Reason» — 5:01 2. «My Heart Will Go On» — 4:40 Французький CD сингл № 2 1. «My Heart Will Go On» — 4:40 2. «Southampton» — 4:02 Японський CD сингл 1. «My Heart Will Go On» — 4:40 2. « Beauty and the Beast» — 4:04 Касетний сингл, Велика Британія 1. «My Heart Will Go On» — 4:40 2. «I Love You» — 5:30 США CD сингл 1. «My Heart Will Go On» — 4:40 2. «Rose» (instrumental) — 2:52 Австралія / Бразилія / Європа / Велика Британія CD максі-сингл 1. «My Heart Will Go On» — 4:40 2. «Because You Loved Me» — 4:33 3. « When I Fall in Love» — 4:19 4. «Beauty and the Beast» — 4:04 | Австралія, CD максі-сингл № 2 1. «My Heart Will Go On» (Tony Moran mix) — 4:21 2. «My Heart Will Go On» (Richie Jones mix) — 4:15 3. «My Heart Will Go On» (Soul Solution) — 4:18 4. « Misled» (The Serious mix) — 4:59 5. «Love Can Move Mountains» (Underground vocal mix) — 7:10 Бразилія CD максі-сингл № 2 1. «My Heart Will Go On» (Cuca's radio edit) — 4:22 2. «My Heart Will Go On» (Tony Moran's anthem edit) — 4:21 3. «My Heart Will Go On» (Richie Jones unsinkable edit) — 4:15 4. «My Heart Will Go On» (Tony Moran's anthem vocal) — 9:41 Європа CD максі-сингл № 2 / Велика Британія 12 "сингл 1. «My Heart Will Go On» — 4:40 2. «My Heart Will Go On» (Tony Moran mix) — 4:21 3. «My Heart Will Go On» (Richie Jones mix) — 4:15 4. «My Heart Will Go On» (Soul Solution) — 4:18 Японія CD максі-сингл 1. «My Heart Will Go On» (Tony Moran mix) — 4:21 2. «My Heart Will Go On» (Richie Jones mix) — 4:15 3. «My Heart Will Go On» (Soul Solution) — 4:18 4. «My Heart Will Go On» (Richie Jones unsinkable club mix) — 10:04 5. «My Heart Will Go On» (Matt & Vito's unsinkable epic mix) — 9:53 Велика Британія, CD максі-сингл № 2 1. «My Heart Will Go On» (soundtrack version) — 5:11 2. «Have a Heart» — 4:12 3. «Nothing Broken But My Heart» — 5:55 4. «Where Does My Heart Beat Now» — 4:32 |

## Офіційні версії
1. «My Heart Will Go On» (альбомна версія) — 4:40
2. «My Heart Will Go On» (саундтрек версія) — 5:11
3. «My Heart Will Go On» (movie dialogue) — 4:41
4. «My Heart Will Go On» (alternate orchestra version) — 5:51
5. «My Heart Will Go On» (TV track) — 3:12
6. «My Heart Will Go On» (no lead vox) — 4:41
7. «My Heart Will Go On» (Richie Jones mix) — 4:15
8. «My Heart Will Go On» (Richie Jones love go on mix) — 4:58
9. «My Heart Will Go On» (Richie Jones go on beats) — 5:10
10. «My Heart Will Go On» (Riche Jones unsinkable club mix) — 10:04
11. «My Heart Will Go On» (Tony Moran mix) — 4:21
12. «My Heart Will Go On» (Tony Moran's anthem vocal) — 9:41
13. «My Heart Will Go On» (Soul Solution bonus beats) — 3:31
14. «My Heart Will Go On» (Soul Solution) — 4:18
15. «My Heart Will Go On» (Soul Solution percapella) — 4:16
16. «My Heart Will Go On» (Soul Solution drama at the sea) — 8:54
17. «My Heart Will Go On» (Matt & Vito's penny whistle dub) — 3:23
18. «My Heart Will Go On» (Matt & Vito's unsinkable epic mix) — 9:53
19. «My Heart Will Go On» (Cuca's radio edit) — 4:22